# Réseau Semences Paysannes
Le Réseau Semences Paysannes (RSP) est un collectif français, né en 2003, impliqué dans la promotion de l'agriculture biologique et paysanne et en particulier dans la diffusion des savoir-faire et des pratiques agricoles dans le cadre de la production de semences paysannes biologiques,.

## Histoire
Au début des années 2000, les acteurs des semences paysannes se structurent en réseau pour donner une alternative aux semences, dans un contexte de tension sur les enjeux de biodiversité ou d'OGM. À l'instar du réseau Red de Semillas en Espagne ou Rete Semi Rurali en Italie, un réseau se structure en France et donne naissance au Réseau semences paysannes.
En février 2003, les premières rencontres des semences paysannes sont organisées à Auzeville, en Haute-Garonne. Ces rencontres rassemblent les associations en faveur de l'agriculture biologique ainsi que les cultivateurs qui avaient continué à conserver leur semences individuellement, cherchant à défendre les droits des agriculteurs sur leurs semences et à bâtir une alternative collective aux variétés modernes.
Le réseau se structure peu après, avec le statut d’association loi 1901. Les membres du réseau ont une volonté d'indépendance financière par rapport aux industries semencières et revendiquent une autonomie complète sur les semences, se démarquant en cela d'un autre réseau, la Coordination nationale des semences fermières.
Un troisième type d'acteurs rejoint peu après le réseau : ce sont les collectionneurs de variétés anciennes, parfois en lien avec des semenciers artisanaux ou avec des associations de jardiniers ou de citoyens.

## Membres
Le Réseau Semences Paysannes regroupe plus de 70 membres très diversifiées : des syndicats paysans dont la Confédération paysanne ou le Syndicat Simples et des organisations d’agriculture biologique dont la Fédération nationale d'agriculture biologique des régions de France, des artisans semenciers (le Biaugerme, Germinance, Graines del Païs, Semailles, ...) des paysans dont de nombreux membres du réseau CIVAM, des associations semencières ou pépiniéristes, des collectivités territoriales, des associations de conservation de la biodiversité ou des associations de consommateurs dont Nature et Progrès.

## Objectifs et fonctionnement
Les paysans, les organisations et les mouvements sociaux appartenant au Réseau des Semences Paysannes partagent l’objectif de promouvoir une agriculture sociale, paysanne et écologique ancrée dans les territoires, en adoptant l’approche des communs comme alternative socio-économique, ainsi que politique, au modèle de production industriel,. En 2019, les membres du RSP élaborent et signent une charte définissant clairement les fondements éthiques qui dictent leurs engagements et l’ensemble de leurs objectifs. Diverses Maisons en France fonctionnent pour assurer le stockage et le savoir-faire de différentes semences paysannes. Puisqu'en 2021, dans l'Union européenne la vente de semences paysannes sera autorisée, divers membres du RSP stockent et renouvellent leurs semences paysannes.

## Exemples d'action
En octobre 2019 le RSP a fait appel à la population proche de Mas du Rouyre pour partager les savoir-faire liés à l'oignon de Tarassac. En octobre 2019 le RSP organise une rencontre internationale dans le Tarn qui avait pour thème la farine et le pain. Du 14 au 29 septembre 2019 le RSP a organisé divers évènements dans toute la France pour but de faire découvrir et partager des savoirs liés aux semences paysannes. En 2019, dans la Vienne divers acteurs dont "Cultivons la bio-diversité en Poitou-Charentes" (membre du RSP) ont collaboré pour une recherche concernant une agriculture plus autonome et économe.

## Groupes
Plusieurs groupes de travail existent dans le RSP qui se sont focalisés sur l'échange de savoirs, savoir-faire des semences au niveau local, régional, national ainsi qu'international. Les divers groupes sont : céréales à paille, potagères, maïs, arboriculture et fourragères. Plusieurs groupes de travail ont existés dans le RSP, se focalisant sur l'échange de savoirs, savoir-faire des semences au niveau local, régional, national ainsi que international (céréales à paille, potagères, maïs, arboriculture et fourragères, ...). Des acteurs dynamiques, François Delmond, Guy Kastler, Philippe Guichard, Jean-François Berthellot, Christian Crouzet, René Léa, Florent Mercier, impliqués dans les premières années de convergences ou Véronique Chable, Hélène Zaharia, Bob Brac de la Perrière, Cécile Rousseau, Patrice Gaudin, ... ont tous œuvré pour le partage de leur savoir-faire avec aussi des paysans sélectionneurs comme Bertrand Lassaigne auprès de l’association Agrobio Périgord, également au cours des années 2000, dans le but de cultiver des maïs-population43 (ainsi que des tournesols et quelques autres espèces).